# Căprioara (okręg Tulcza)
Căprioara – wieś w Rumunii, w okręgu Tulcza, w gminie Hamcearca. W 2011 roku liczyła 83 mieszkańców.